# Senza fiato
Senza fiato es una película italiana en blanco y negro de 2015 dirigida por Raffaele Verzillo, escrita por Pier Francesco Corona y protagonizada por Francesca Neri, Vincenzo Alfieri, Enzo Casertano, Fortunato Cerlino y Antonio Friello.

## Sinopsis
Ambientada en la provincia de Caserta, relata la historia de varios habitantes de la localidad que se ven afectados fuertemente, no solo por la crisis del sistema, sino por sus propios problemas existenciales. En el portal Mymovies.it fue definida como "un melodrama sui generis con tonos más tenues que gritos y más drama de cámara que napolitano".

## Reparto
- Francesca Neri es Luciana
- Antonio Friello es Matteo
- Fortunato Cerlino es Michele
- Enzo Casertano es Bruno
- Vincenzo Alfieri es Alessio